# Telma Encarnação
Telma Raquel Velosa Encarnação (Funchal, 11 de octubre de 2001) es una futbolista portuguesa. Juega como delantera en el CS Marítimo del Campeonato Nacional de Portugal. Es internacional con la selección de Portugal.

## Trayectoria
En mayo de 2018, contribuyó con un tanto en la goleada del Marítimo por 6-0 sobre el Clube Condeixa, lo que aseguró el primer ascenso del club al Campeonato Nacional Femenino, máxima categoría de Portugal. Después de convertirse en jugadora clave del equipo, acordó un nuevo contrato de tres años con el Marítimo en marzo de 2021, prolongando su estadía en el club de Funchal al que se unió cuando tenía 13 años procedente del ADRC Os Xavelhas en la cercana Câmara de Lobos.

## Selección nacional
Encarnação debutó la selección absoluta de Portugal el 10 de noviembre de 2018, en una victoria amistosa por 1-0 sobre Gales, entrando como suplente de su compatriota madeirense Laura Luís en el segundo tiempo.
El día 27 de julio de 2023, Telma Encarnação anotó el primer gol de Portugal en la fase final de un Mundial Femenino. Este llegó al minuto 7 del partido de la segunda jornada de la fase de grupos, contra Vietnam, logrando también la selección lusa su primera victoria, tras la derrota contra Países Bajos en el debut oficial en la competición.

## Estadísticas

### Clubes
| Club        | País     | Año             |
| ----------- | -------- | --------------- |
| CS Marítimo | Portugal | 2017 - presente |